# Airport 2010 (Modern Family)
Airport 2010 é o vigésimo segundo episódio da primeira temporada da série Modern Family. O episódio foi exibido originalmente pela ABC no dia 5 de Maio de 2010 nos EUA.

## Sinopse
Gloria convida toda a família em uma viagem para o Havaí para aniversário de Jay. Mitchell esquece a carteira, Dylan fica preso na casa de Haley e Cleare tem medo de voar. Manny e Glória são barrados pois Manny é confundido com um criminoso.

## Críticas
Robert Canning da IGN deu ao episódio um 9,4 "Havia muito o que desfrutar em Aeroporto 2010". "Foi divertido sem parar do começo ao fim" e elogiou Ed O'Neill, "O desempenho com nosso rabugento favorito foi o melhor de todos". Jason Hughes deu ao episódio uma revisão positiva. Donna Bowman do The AV Club deu ao episódio uma "A-", Nem tudo funcionou perfeitamente, mas este é um grande começo para o que equivale a um final de temporada de três partes.
BuddyTV deu ao episódio uma revisão positiva dizendo "Embora não seja um motim de risos, o episódio foi muito bem, equilibrando o bobo com o doce".